# Mickaël Pascal
Mickaël Pascal (ur. 11 października 1979 w Chambéry) – francuski kolarz górski, czterokrotny medalista mistrzostw świata.

## Kariera
Pierwszy sukces w karierze Mickaël Pascal osiągnął w 1997 roku, kiedy to zwyciężył w downhillu juniorów podczas mistrzostw świata w Château-d'Œx. Rok później wywalczył brązowy medal w downhillu podczas mistrzostw świata w Mont-Sainte-Anne. W zawodach tych wyprzedzili go jedynie jego rodak Nicolas Vouilloz oraz Gerwin Peters z Holandii. Na mistrzostwach świata w Åre w 1999 roku był drugi w tej samej konkurencji, ulegając jedynie Vouillozowi. Podczas mistrzostw świata w Sierra Nevada w 2000 roku ponownie był trzeci - tym razem wyprzedzili go Myles Rockwell z USA oraz Steve Peat z Wielkiej Brytanii. Ostatni sukces osiągnął na rozgrywanych w 2003 roku mistrzostwach w Lugano, gdzie rywalizację w downhillu zakończył na drugiej pozycji, za Gregiem Minnaarem z RPA. Ponadto w sezonie 2003 był drugi, a w sezonie 2001 trzeci w klasyfikacji downhillu Pucharu Świata w kolarstwie górskim. Ponadto zdobył srebrny medal w downhillu na mistrzostwach Europy w Grazu, gdzie uległ tylko swemu rodakowi, Julienowi Camelliniemu.